# Верх-Култым
Верх-Култым — деревня в Лысьвенском городском округе Пермского края России.

## География
Деревня находится в восточной части района, в пределах западных предгорий Уральских гор, на территории денудационной Предуральской равнины, на левом берегу реки Култым, на расстоянии приблизительно 38 километров (по прямой) к юго-западу от города Лысьвы, административного центра округа. Абсолютная высота — 166 метров над уровнем моря.

## История
Известна с 1816 года. По данным местных краеведов была основана в 1701 году как хутор Мазитовка. До революции в деревне находилась мечеть, земское училище. В советский период истории существовали колхоз "Азат (Свобода)" и Канабековский совхоз (до 1993 года). После ликвидации совхоза деревня приходит в упадок. 
С 2004 до 2011 года деревня входила в Новорождественское сельское поселение Лысьвенского муниципального района.

## Население
| 2010 |
| ---- |
| 234  |

Половой состав
По данным Всероссийской переписи населения 2010 года в половой структуре населения мужчины составляли 48,7 %, женщины — соответственно 51,3 %.
Национальный состав
Согласно результатам переписи 2002 года, в национальной структуре населения татары составляли 99 % из 351 чел.

## Климат
Климат характеризуется как умеренно континентальный, с продолжительной холодной зимой и прохладным летом. Средняя многолетняя температура самого холодного месяца (января) составляет −17,4 °С (абсолютный минимум — −48 °С), температура самого тёплого (июля) — 24,4 °С (абсолютный максимум — 37 °С). Безморозный период продолжается в течение 165 дней. Снежный покров держится в среднем 160—170 дней Среднегодовое количество осадков — 654 мм.